# Jonah Birir
Jonah Kipchirchir Birir (12 dicembre 1971) è un ex mezzofondista keniota.

## Biografia
Nel 1990 ha vinto una medaglia d'oro negli 800 m ai Mondiali juniores, nei quali ha anche ottenuto un settimo posto in batteria con la staffetta 4×400 m; due anni più tardi, sempre nella medesima manifestazione e sempre negli 800 m, ha vinto una medaglia d'argento.
Nel 1989 si è piazzato in tredicesima posizione nella corsa juniores dei Mondiali di corsa campestre, vincendo una medaglia d'oro a squadre.
Nel 1992 ha vinto una medaglia d'argento in Coppa del mondo nei 1500 m; sempre nello stesso anno ha partecipato anche ai Giochi olimpici di Barcellona, piazzandosi in quinta posizione nei 1500 m.
Nel 1993 ha partecipato ai Mondiali di Stoccarda, sempre nei 1500 m, venendo eliminato in semifinale; nel 1995 ha nuovamente corso i 1500 m ai Mondiali, a Göteborg, venendo eliminato in batteria.

## Palmarès
| Anno | Manifestazione    | Sede       | Evento         | Risultato  | Prestazione | Note |
| ---- | ----------------- | ---------- | -------------- | ---------- | ----------- | ---- |
| 1988 | Mondiali juniores | Sudbury    | 800 m piani    | Oro        | 1'50"03     |      |
| 1989 | Mondiali di cross | Stavanger  | Corsa juniores | 13º        | 26'33"      |      |
| 1989 | Mondiali di cross | Stavanger  | A squadre      | Oro        | 14 p.       |      |
| 1990 | Mondiali juniores | Plovdiv    | 800 m piani    | Argento    | 1'46"61     |      |
| 1992 | Giochi olimpici   | Barcellona | 1500 m piani   | 5º         | 3'41"27     |      |
| 1993 | Mondiali          | Stoccarda  | 1500 m piani   | Semifinale | 3'43"79     |      |
| 1995 | Mondiali          | Göteborg   | 1500 m piani   | Batteria   | 3'49"26     |      |

## Campionati nazionali
2001
- 7º ai campionati kenioti, 1500 m piani - 3'45"3

## Altre competizioni internazionali
1992
- Argento in Coppa del mondo ( L'Avana), 1500 m piani - 3'40"25
- 8º al Cross di Alà dei Sardi ( Alà dei Sardi) - 32'12"
- Argento al Cross del Sud ( Lanciano) - 18'55"

1993
- 4º alla Grand Prix Final ( Londra), 1500 m piani - 3'35"13
- Oro all'Herculis ( Monaco), 1500 m piani - 3'35"81

1999
- Argento alla Moi University Road Race ( Eldoret), 15 km - 45'42"

2003
- Oro alla Mezza maratona di Trieste ( Trieste) - 1h05'20"